# II. Vlagyimir novgorodi fejedelem

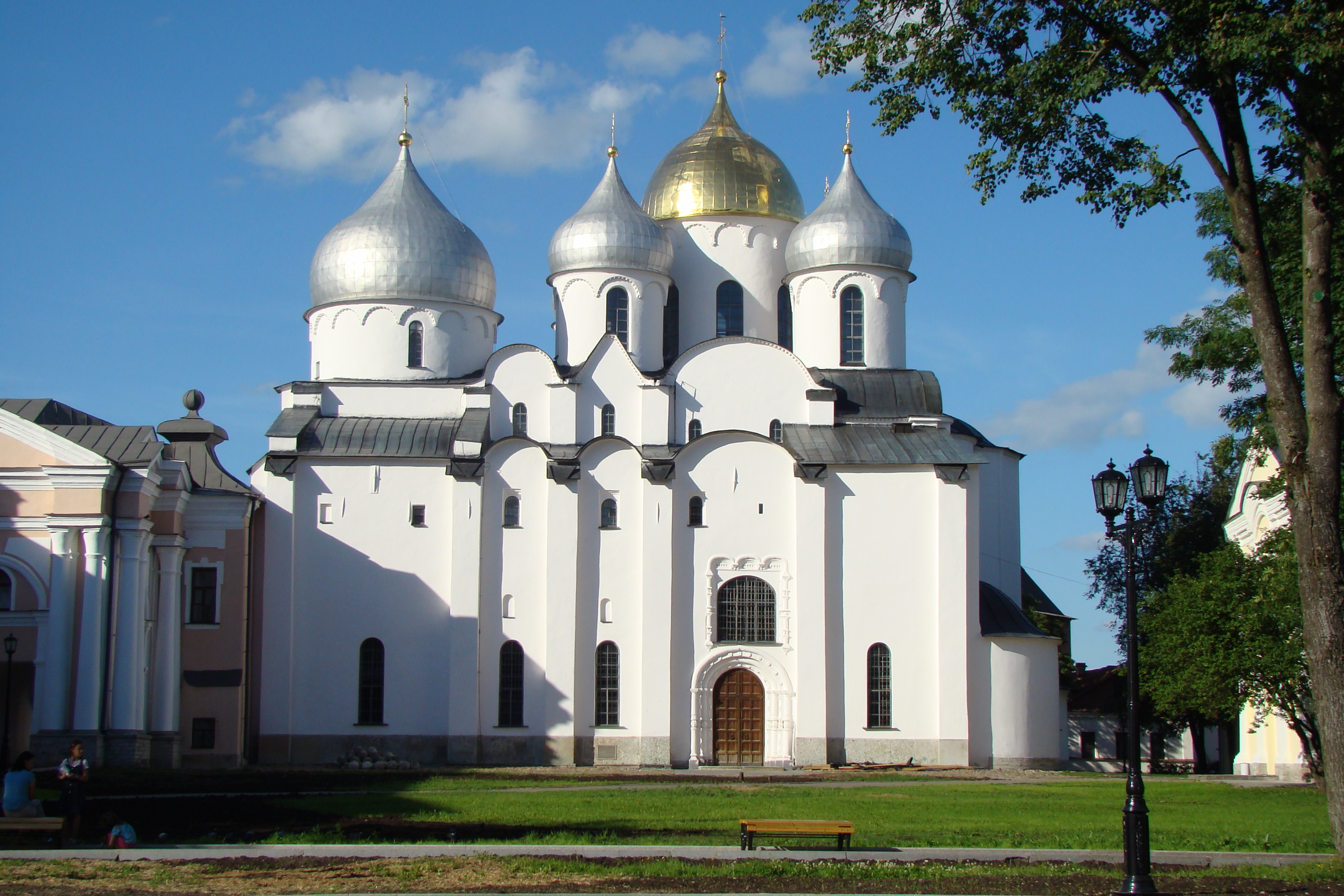
A Szófia-székesegyház, ahol Vlagyimir fejedelmet eltemették

Vlagyimir Jaroszlavics (oroszul Владимир Ярославич; 1020 – 1052. október 4.) novgorodi fejedelem, Bölcs Jaroszláv kijevi nagyfejedelem fia. A pravoszláv egyház a 15. században szentté avatta. 

## Élete
Vlagyimir I. Jaroszláv nagyfejedelem második fia volt, annak második feleségétől, Ingegerdtől (szláv forrásokban Irina, Olof Skötkonung svéd király lánya). 1020-ban született, a novgorodi trónra egyes források szerint tíz, mások szerint tizennégy éves korában ültették. Az uralkodásban hadvezére, Visata és Luka Zsidjata püspök (az első orosz származású püspök, akit később szentté is avattak) segítették.  
1042-ben sikeres hadjáratot indított a finnek ellen, ahol nagy hasznát vette lovasságának, a következő évben pedig Harald Hardrada ösztönzésére Bizánc ellen indított háborút. Bár a görög flotta megsemmisítette az oroszok hajóit, 1044-ben Vlagyimir elfoglalta  a krími Kherszonészoszt. 
Vlagyimir építtette a novgorodi Szent Szófia-székesegyházat, amelyet Luka püspök 1052. szeptember 14-én, alig egy hónappal a fejedelem halála előtt szentelt fel. Egy kőből épített erődöt is emeltetett a városban. 
A fejedelem feltehetően a németországi Stadeből származó Oda hercegnőt vette feleségül, akitől egy fia, Rosztyiszláv (később rosztovi, volhíniai és tmutarakani fejedelem) született. 
Vlagyimir Jaroszlavics 1052. október 4-én halt meg, harminckét éves korában. Halálának oka nem ismert. Holttestét az általa alapított Szófia-székesegyházban helyezték el.
1439-ben Jevfimij novgorodi püspök október 4-ét állapította meg szent Vlagyimir fejedelem és Bölcs Jaroszláv első felesége, Anna emléknapjának (tévesen Annát gondolták Vlagyimir anyjának).  

## Fordítás
- Ez a szócikk részben vagy egészben  a(z)   Владимир Ярославич (князь новгородский) című orosz Wikipédia-szócikk ezen változatának fordításán alapul.  Az eredeti cikk szerkesztőit annak laptörténete sorolja fel. Ez a jelzés csupán a megfogalmazás eredetét és a szerzői jogokat jelzi, nem szolgál a cikkben szereplő információk forrásmegjelöléseként.